# Macaronesia

Macaronesia

Macaronesia là một tập hợp bốn quần đảo núi lửa ở ngoài khơi châu Phi và châu Âu về phía Bắc của Đại Tây Dương. Chúng thuộc về ba nước: Bồ Đào Nha, Tây Ban Nha, và Cabo Verde. Tên gọi (đôi khi viết sai chính tả "Macronesia" tương tự với Micronesia) có nguồn gốc từ tiếng Hy Lạp nghĩa lá "hòn đảo của những người may mắn" μακάρων. νῆσοι makárōn NESOI, một thuật ngữ được sử dụng bởi các nhà địa lý Hy Lạp cổ đại cho hòn đảo phía tây của eo biển Gibraltar.
Macaronesia bao gồm năm quần đảo:
- Azores (Bồ Đào Nha)
- Quần đảo Canaria (Tây Ban Nha)
- Quần đảo Cabo Verde (Cabo Verde)
- Quần đảo Madeira (Bồ Đào Nha), gồm Quần đảo Desertas, Đảo Porto Santo, và Quần đảo Selvagens

Quần đảo này có nguồn gốc núi lửa và được cho là sản phẩm của một số điểm nóng địa chất.